# Goffredo Malaterra
Goffredo Malaterra, anche noto come Geoffroi Malaterra (... – XI secolo), è stato un monaco benedettino di origine normanna, autore del De rebus gestis Rogerii Calabriae et Siciliae comitis et Roberti Guiscardi ducis fratris eius, una cronaca sull'origine dei Normanni in Italia.

## Biografia
Di lui è ben attestata l'origine normanna, sia su basi onomastiche, sia per il tono della narrazione della sua Cronica e per gli accenti che riserva alle varie origini etniche. Di lui, invece, non si conosce la comunità monastica di origine: una certa tradizione storiografica lo vorrebbe monaco nell'abbazia di Saint-Évroult, nell'omonima località della Normandia, la stessa, quindi, di Orderico Vitale; si tratta tuttavia di una tradizione priva di riscontro nell'opera di Goffredo, e frutto di un fraintendimento di un passo dello stesso Orderico.
Si recò in giovane età nell'Italia meridionale. Gli vengono tradizionalmente attribuite soste in alcuni monasteri meridionali: l'abbazia della Santissima Trinità di Venosa, l'abbazia di Sant'Eufemia e l'Abbazia della Santissima Trinità di Mileto. Si tratta, tuttavia, anche in questo caso, di notizie prive di riscontro. Tra l'altro, è da considerarsi sicuro che non sostò in monasteri calabresi, dal momento che egli stesso riferisce di essere stato in Apulia, toponimo con il quale si deve intendere l'Italia meridionale continentale esclusa la Calabria. Sicura è invece la sosta (probabilmente dopo il dicembre 1091) nel monastero di Sant'Agata di Catania, il cui abate, Angerio, vescovo di Catania, risulta destinatario dell'epistola dedicatoria con cui Goffredo gli dedica l'opera storica e si mette sotto la sua protezione.
Un dato che si può desumere dalla sua opera, è la stretta prossimità con gli ambienti di corte e con la stessa figura di Ruggero I di Sicilia, come pure il fatto che Goffredo avesse accesso a parte della documentazione della cancelleria reale. È possibile che egli fosse divenuto lo storico di corte di Ruggero I di Sicilia.

### De rebus gestis Rogerii et Roberti Guiscardi

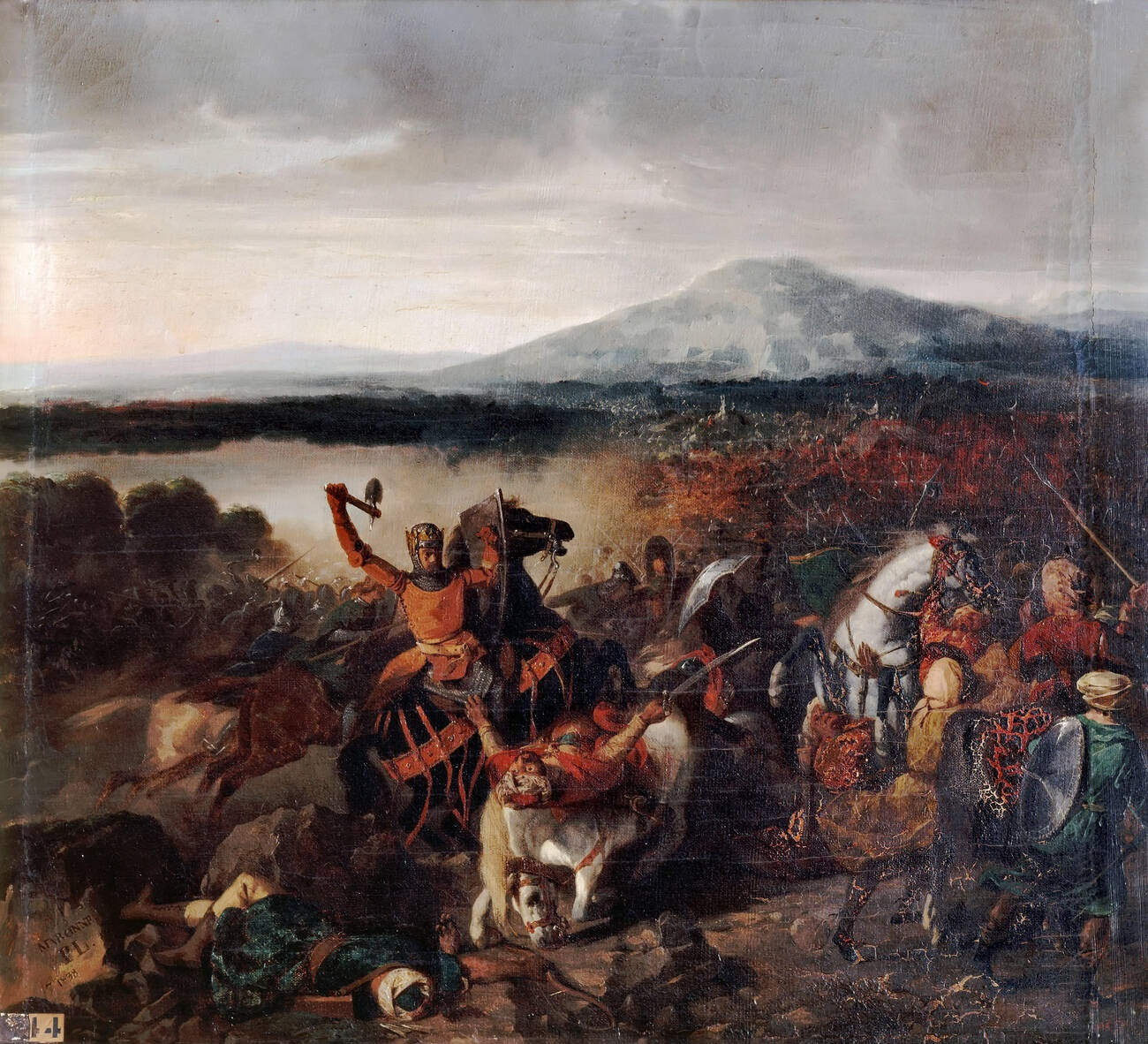
Ruggero I di Sicilia alla battaglia di Cerami (1063)

Scrisse il "De rebus gestis Rogerii Calabriae et Siciliae comitis et Roberti Guiscardi ducis fratris eius", una delle tre principali cronache che narrano delle imprese normanne nel Mar Mediterraneo, con particolare attenzione per le spedizioni siciliane del Gran Conte Ruggero, che conobbe personalmente.
Nulla si conosce delle fonti utilizzate, tranne il fatto che Goffredo, come si desume dalla sua opera poteva avere accesso diretto a una parte della documentazione della cancelleria di corte.
Goffredo narra delle prime imprese di Ruggero, basate sulla tradizione orale che egli aveva sentito. È proprio Goffredo ad essere spesso l'unica fonte per le guerre di Ruggero in Sicilia. Dopo il suo racconto sulla campagna bizantina di Roberto il Guiscardo, scrive solo di Ruggero. La sua narrazione si ferma a luglio 1098. Per motivi di coerenza dell'opera con fatti accaduti poco dopo il 1098, di cui Goffredo non si mostra a conoscenza, l'epoca di composizione dovette essere di poco posteriore a tale data.

## Posterità
Il nome di Goffredo Malaterra si inserisce storicamente tra coloro che potrebbero aver contribuito al fissarsi del toponimo della città di Castel Goffredo, in provincia di Mantova.

### Edizioni e traduzioni
- De rebus gestis Rogerii Calabriae et Siciliae comitis et Roberti Guiscardi ducis fratris eius: auctore Gaufredo Malaterra monacho benedictino, a cura di Ernesto Pontieri, in Rerum Italicarum scriptores, Bologna 1927-28 (Zanichelli, rist. 1972)
- Imprese del Conte Ruggero e del fratello Roberto il Guiscardo, traduzione e note di Elio Spinnato, ed. Flaccovio, Palermo, 2000 ISBN 9788878041714
- Ruggero I e Roberto il Guiscardo. Testo latino a fronte, introduzione, traduzione e note di Vito Lo Curto, ed. Ciolfi, Cassino, 2002 ISBN 9788886810104